# Kościół Wniebowzięcia Najświętszej Maryi Panny w Dąbrowie Chełmińskiej
Kościół Wniebowzięcia Najświętszej Maryi Panny w Dąbrowie Chełmińskiej – rzymskokatolicki kościół filialny należący do parafii św. Wojciecha i św. Katarzyny w Boluminku (dekanat Unisław diecezji toruńskiej).

## Historia
Obecny kościół został zbudowany na przełomie XIX i XX wieku jako zbór protestancki. Po zakończeniu II wojny światowej i wysiedleniu ludności niemieckiej budowla została poświęcona jako kościół rzymskokatolicki. Od 1948 roku pełni funkcję kościoła filialnego parafii w Boluminku. 

## Architektura i wystrój
Jest to świątynia, reprezentująca styl neogotycki, murowana wzniesiona z cegły, posiadająca otynkowane blendy oraz pasy gzymsów wieńczące ściany korpusu i wieży. W ścianę frontową jest wtopiona prostokątna, czterokondygnacyjna wieża, posiadająca wysoki, namiotowy dach hełmowy zwieńczony krzyżem.
Wnętrze jest nakryte sklepieniem kolebkowym z bogato malowanymi ornamentami. W centralnej części prosto zamkniętego prezbiterium jest umieszczony neogotycki ołtarz, posiadający z ozdobną nastawę, której główny elementem jest obraz Wniebowzięcia Najświętszej Maryi Panny. Poniżej znajduje się proste tabernakulum z chrystogramem. Nieco dalej, w części nawowej, są umieszczone dwa małe ołtarze ozdobione wizerunkami Najświętszego Serca Pana Jezusa oraz Matki Boskiej Nieustającej Pomocy. W emporze chóru stoją z kolei organy wybudowane około 1910 roku przez firmę organmistrzowską Paula Voelknera.